# Frederick Miles

Frederick Miles

Frederick Miles (* 19. Dezember 1815 in Goshen, Litchfield County, Connecticut; † 20. November 1896 bei Salisbury, Connecticut) war ein US-amerikanischer Politiker. Zwischen 1879 und 1883 sowie nochmals von 1889 bis 1891 vertrat er den Bundesstaat Connecticut im US-Repräsentantenhaus.

## Werdegang
Frederick Miles besuchte die öffentlichen Schulen seiner Heimat und absolvierte danach ein Weiterbildungsstudium. Bis 1857 war er in seinem Geburtsort Goshen im Handel tätig. Im Jahr 1858 zog er zunächst nach Twinlakes und dann nach Salisbury, wo er in der Eisenverhüttung arbeitete. Politisch wurde Miles Mitglied der Republikanischen Partei. Zwischen 1877 und 1879 gehörte er dem Senat von Connecticut an. Bei den Kongresswahlen des Jahres 1878 wurde er im vierten Wahlbezirk von Connecticut in das US-Repräsentantenhaus in Washington, D.C. gewählt. Dort trat er am 4. März 1879 die Nachfolge des Demokraten Levi Warner an. Nach einer Wiederwahl im Jahr 1880 konnte er bis zum 3. März 1883 zwei zusammenhängende Legislaturperioden im Kongress absolvieren. Im Jahr 1882 lehnte er eine erneute Nominierung durch seine Partei ab.
Bei den Kongresswahlen des Jahres 1888 kehrte er auf die politische Bühne zurück. Als Kandidat seiner Partei wurde er erneut in das US-Repräsentantenhaus gewählt, wo er zwischen dem 4. März 1889 und dem 3. März 1891 als Nachfolger des Demokraten Miles T. Granger eine weitere Legislaturperiode verbrachte. Bei den Wahlen des Jahres 1890 unterlag er Robert E. De Forest. Nach dem Ende seiner Zeit im US-Repräsentantenhaus zog sich Miles aus der Politik zurück und widmete sich seinen privaten und geschäftlichen Angelegenheiten. Er starb am 20. November 1896 in der Nähe von Salisbury, wo er auch beigesetzt wurde.